# Guillermo de Sonnac

Escudo de armas de Guillaume de Sonnac.

Guillermo de Sonnac (m. Batalla de El Mansurá, 11 de febrero de 1250) fue el décimo octavo gran maestre de la Orden del Temple entre los años 1247 y 1250.

## Biografía
Pertenecía a la familia Sonnac, uno de los linajes más destacados de la región del Rouergue, y hay constancia de que participó en la toma de Damietta y que murió en la batalla de El Mansurá, el 11 de febrero de 1250, después de haber perdido un ojo el 8 febrero, durante los primeros combates de dicha batalla.
| Predecesor: Richard de Bures | Gran maestre de la Orden del Temple 1247 - 1250 | Sucesor: Renaud de Vichiers |